# Autostrade Meridionali
Sam - Società Autostrade Meridionali S.p.A. è stata un'azienda italiana che ha operato nel settore della gestione in concessione di tratti autostradali. È stato l'ente esercente concessionario di Autostrade per l'Italia per la gestione del tratto Napoli-Salerno dell'Autostrada A3. La concessione, scaduta, il 31 dicembre 2012, è stata oggetto di proroga in vista della riassegnazione.
Il 1 aprile 2022 si ufficializza il passaggio della gestione della Autostrada A3 da Autostrade Meridionali al gruppo SiS. Di conseguenza, Autostrade Meridionali da tale giorno non ha più tratte autostradali su cui esercita la gestione.
La società è stata quotata sul listino di Borsa Italiana dove è presente nell'indice FTSE Italia Small Cap.
Dal 29 aprile 2024 è stata iscritta presso il Registro delle Imprese di Napoli la delibera dell'assemblea straordinaria tenutasi l'8 aprile nel corso della quale è stato, tra l'altro, approvato lo scioglimento volontario della Società e quindi, a sua volta, la sua effettiva chiusura.

## Storia
È stata fondata il 21 maggio 1925 con sede a Napoli con il compito di costruire e gestire un nuovo collegamento autostradale tra Napoli e Salerno che sarà poi numerato come autostrada A3. È stata ceduta ad Autostrade nel 1987.
È stata quotata alla Borsa Valori di Milano (Borsa Italiana: AUTME) fino al 15 aprile 2024, a seguito del comunicato stampa di FTSE, non è più quotata in borsa.

## Dati societari
- Ragione sociale: Società Autostrade Meridionali - S.a.m. S.p.A.
- Sede Legale: Via Giovanni Porzio, 4 - 80143 Napoli
- Presidente: Pietro Fratta
- Amministratore delegato: Giulio Barrel
- Capitale sociale: 9.056.250 euro
- Codice Fiscale e Iscrizione al Registro delle Imprese di Napoli: 00658460639

## Azionariato
L'azionariato comunicato alla Consob è il seguente:
- Autostrade per l'Italia SpA -  58,983%
- Malvestio Massimo - 5,740%
  - Praude Asset Management Ltd: 5,740%